# Montravers
Montravers est une commune du Centre-Ouest de la France, située dans le département des Deux-Sèvres et de la région Nouvelle-Aquitaine.
Elle fait partie de la communauté de communes Delta-Sèvre-Argent.
Les 377 habitants du village de Montravers vivent sur une superficie totale de 10 km2 avec une densité de 38 habitants par km2 et une moyenne d'altitude de 163 m.
Depuis le dernier recensement de 1999 à 2008, la population est passée de 286 à 377 et a fortement augmenté de 31,82 %.
Les villes voisines sont Saint-Mesmin, Combrand, Cerizay, La Pommeraie-sur-Sèvre et La Petite-Boissière.
La grande ville la plus proche de Montravers est Cholet et se trouve à 28,23 kilomètres au sud-est à vol d'oiseau.

## Géographie
La commune de Montravers est située à 3 km au nord-ouest de Cerizay. Elle est séparée de la Vendée par la Sèvre nantaise sur une longueur de 6 km.

### Climat
Pour des articles plus généraux, voir Climat de la Nouvelle-Aquitaine et Climat des Deux-Sèvres.
Historiquement, la commune est exposée à un climat océanique du nord-ouest.  
En 2020, Météo-France publie une typologie des climats de la France métropolitaine dans laquelle la commune est exposée à un climat océanique et est dans la région climatique « Bretagne orientale et méridionale, Pays nantais, Vendée » et « Moyenne vallée de la Loire »0.
Pour la période 1971-2000, la température annuelle moyenne est de 11,4 °C, avec une amplitude thermique annuelle de 14,6 °C. Le cumul annuel moyen de précipitations est de 887 mm, avec 12,9 jours de précipitations en janvier et 6,9 jours en juillet. Pour la période 1991-2020, la température moyenne annuelle observée sur la station météorologique la plus proche, située sur la commune de Nueil-les-Aubiers à 16 km à vol d'oiseau, est de 12,0 °C et le cumul annuel moyen de précipitations est de 812,2 mm,. Pour l'avenir, les paramètres climatiques de la commune estimés pour 2050 selon différents scénarios d’émission de gaz à effet de serre sont consultables sur un site dédié publié par Météo-France en novembre 2022.

## Urbanisme

### Typologie
Au 1er janvier 2024, Montravers est catégorisée commune rurale à habitat dispersé, selon la nouvelle grille communale de densité à sept niveaux définie par l'Insee en 2022.
Elle est située hors unité urbaine. Par ailleurs la commune fait partie de l'aire d'attraction de Bressuire, dont elle est une commune de la couronne,. Cette aire, qui regroupe 19 communes, est catégorisée dans les aires de moins de 50 000 habitants,.

### Occupation des sols
L'occupation des sols de la commune, telle qu'elle ressort de la base de données européenne d’occupation biophysique des sols Corine Land Cover (CLC), est marquée par l'importance des territoires agricoles (95,7 % en 2018), une proportion identique à celle de 1990 (95,7 %). La répartition détaillée en 2018 est la suivante : 
zones agricoles hétérogènes (35 %), terres arables (32,3 %), prairies (28,3 %), forêts (4,3 %). L'évolution de l’occupation des sols de la commune et de ses infrastructures peut être observée sur les différentes représentations cartographiques du territoire : la carte de Cassini (XVIIIe siècle), la carte d'état-major (1820-1866) et les cartes ou photos aériennes de l'IGN pour la période actuelle (1950 à aujourd'hui).

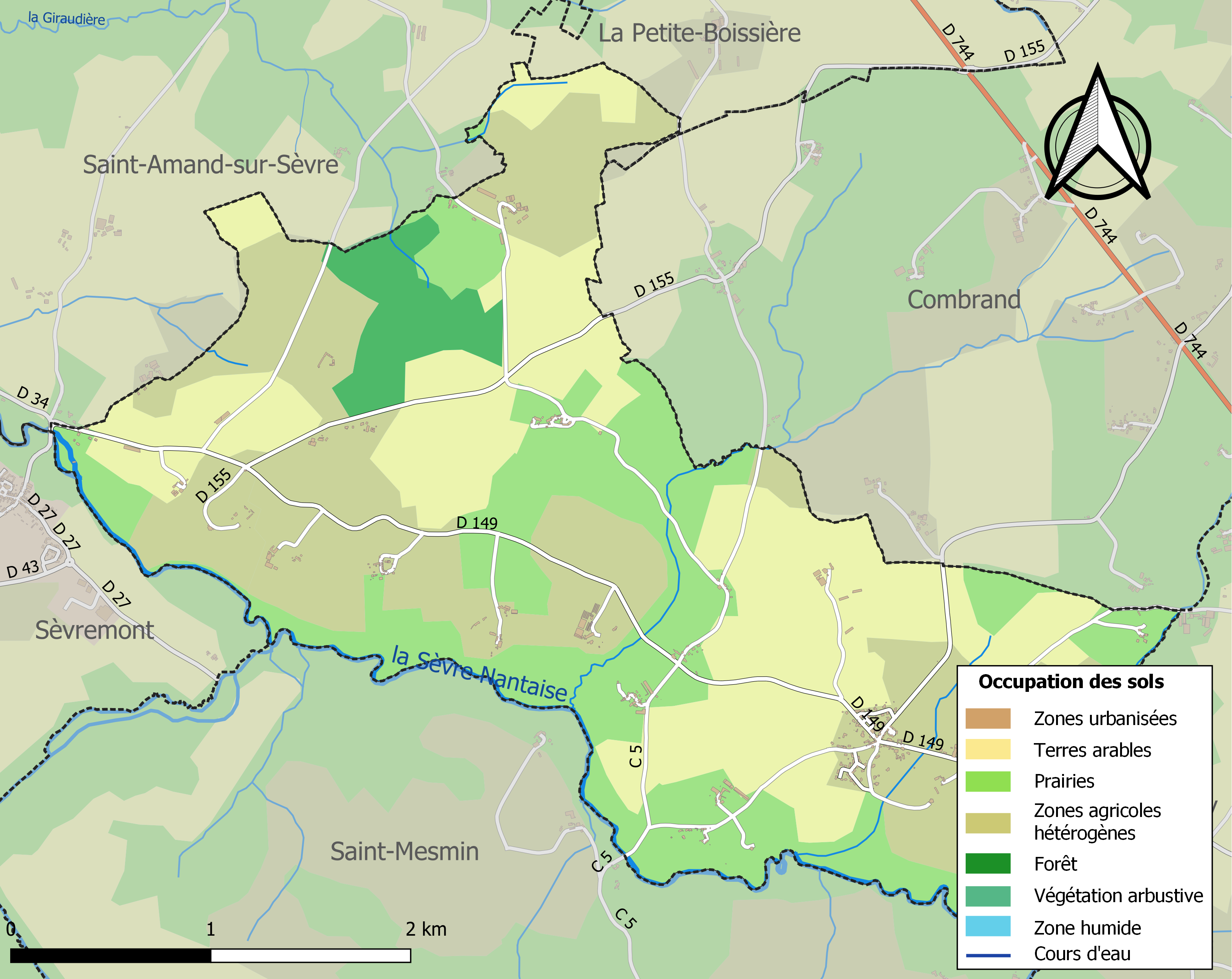
Carte des infrastructures et de l'occupation des sols de la commune en 2018 (CLC).

### Risques majeurs
Le territoire de la commune de Montravers est vulnérable à différents aléas naturels : météorologiques (tempête, orage, neige, grand froid, canicule ou sécheresse), inondations, mouvements de terrains et séisme (sismicité modérée). Il est également exposé à un risque particulier : le risque de radon. Un site publié par le BRGM permet d'évaluer simplement et rapidement les risques d'un bien localisé soit par son adresse soit par le numéro de sa parcelle.

#### Risques naturels
Certaines parties du territoire communal sont susceptibles d’être affectées par le risque d’inondation par débordement de cours d'eau, notamment la Sèvre Nantaise. La commune a été reconnue en état de catastrophe naturelle au titre des dommages causés par les inondations et coulées de boue survenues en 1982, 1983, 1999 et 2010,.

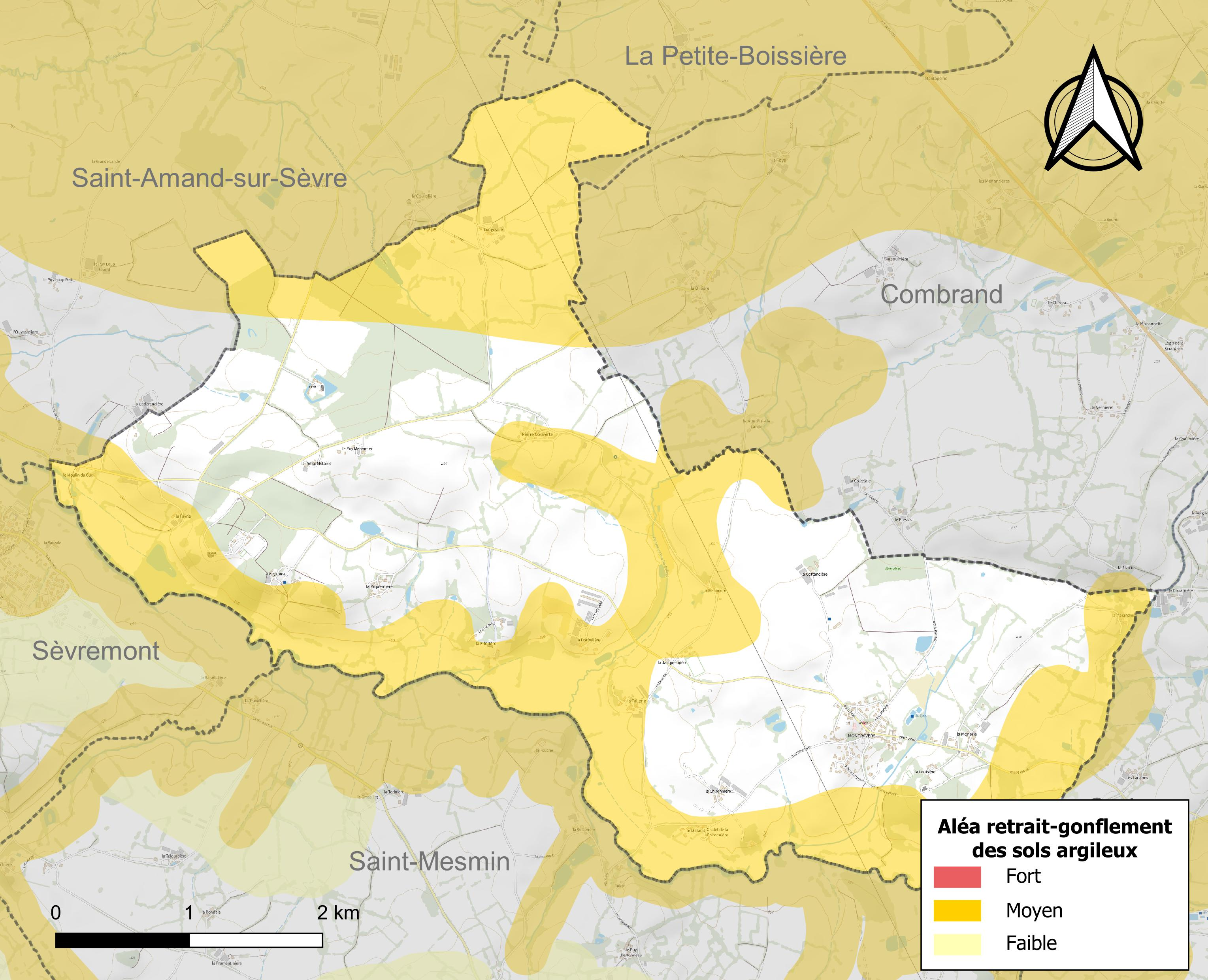
Carte des zones d'aléa retrait-gonflement des sols argileux de Montravers.

Les mouvements de terrains susceptibles de se produire sur la commune sont des tassements différentiels. Le retrait-gonflement des sols argileux est susceptible d'engendrer des dommages importants aux bâtiments en cas d’alternance de périodes de sécheresse et de pluie. 46,6 % de la superficie communale est en aléa moyen ou fort (54,9 % au niveau départemental et 48,5 % au niveau national). Depuis le 1er octobre 2020, en application de la loi ELAN, différentes contraintes s'imposent aux vendeurs, maîtres d'ouvrages ou constructeurs de biens situés dans une zone classée en aléa moyen ou fort,.
La commune a été reconnue en état de catastrophe naturelle au titre des dommages causés par des mouvements de terrain en 1999 et 2010.

#### Risque particulier
Dans plusieurs parties du territoire national, le radon, accumulé dans certains logements ou autres locaux, peut constituer une source significative d’exposition de la population aux rayonnements ionisants. Selon la classification de 2018, la commune de Montravers est classée en zone 3, à savoir zone à potentiel radon significatif.

## Héraldique
| Blason de Montravers | Blason  | Taillé : au 1er d'azur à trois pommes de pin d'or, celle de la pointe soutenue d'un croissant d'argent ; au 2e d'argent au mont-traverse [combinaison d'un mont de six coupeaux et d'une traverse] de sinople accompagnés à senestre d'un cœur croiseté [sacré-cœur] de gueules. |
| Blason de Montravers | Détails | Le statut officiel du blason reste à déterminer. |

## Politique et administration
| Période        | Période                          | Identité            | Étiquette | Qualité |
| -------------- | -------------------------------- | ------------------- | --------- | ------- |
| mars 2001      | mars 2008                        | Bernard Vion        |           |         |
| mars 2008      | mai 2014 (réélection puis décès) | Jean-Claude Garnier |           |         |
| septembre 2014 | juillet 2018                     | David Jean          |           |         |

## Population et société

### Démographie
À partir du XXIe siècle, les recensements réels des communes de moins de 10 000 habitants ont lieu tous les cinq ans. Pour Montravers, cela correspond à 2005, 2010, 2015, etc. Les autres dates de « recensements » (2006, 2009, etc.) sont des estimations légales.
| 1793 | 1800 | 1806 | 1821 | 1831 | 1836 | 1841 | 1846 | 1851 |
| ---- | ---- | ---- | ---- | ---- | ---- | ---- | ---- | ---- |
| 503  | 131  | 135  | 286  | 296  | 315  | 332  | 358  | 329  |

| 1856 | 1861 | 1866 | 1872 | 1876 | 1881 | 1886 | 1891 | 1896 |
| ---- | ---- | ---- | ---- | ---- | ---- | ---- | ---- | ---- |
| 374  | 379  | 390  | 438  | 463  | 473  | 478  | 491  | 487  |

| 1901 | 1906 | 1911 | 1921 | 1926 | 1931 | 1936 | 1946 | 1954 |
| ---- | ---- | ---- | ---- | ---- | ---- | ---- | ---- | ---- |
| 497  | 530  | 522  | 452  | 469  | 442  | 443  | 451  | 392  |

| 1962 | 1968 | 1975 | 1982 | 1990 | 1999 | 2005 | 2006 | 2010 |
| ---- | ---- | ---- | ---- | ---- | ---- | ---- | ---- | ---- |
| 347  | 333  | 270  | 291  | 251  | 286  | 356  | 362  | 379  |

| 2015 | 2020 | 2022 | - | - | - | - | - | - |
| ---- | ---- | ---- | - | - | - | - | - | - |
| 373  | 369  | 368  | - | - | - | - | - | - |

## Lieux et monuments
- Église Saint-Jean-l'Évangéliste de Montravers.

### Les châteaux

#### Château du Vieux-Deffend
Si le Vieux Deffend (autrefois nommé « Les Deffends ») fut bâti au début du XVIe siècle, on peut certifier cependant qu'une construction antérieure existait à son emplacement. En effet, en 1363, le seigneur de Laval, titre porté par Simon de Thouars ou son fils, possède la seigneurie du Deffend. À la fin du XIVe siècle, cette dernière appartient à Olivier de Clisson qui la transmettra à Marguerite de Clisson devenue princesse de Penthièvre par son mariage avec Jean de Bretagne. Aucune preuve ne permet d'affirmer que le domaine reste en la possession de cette famille au XVIe siècle. Vers 1615, il dépend de la famille Mesnard de Toucheprès puis des Pellot de Trevières autour de 1668.